# Assy Rahbani
Pour les articles homonymes, voir Rahbani.
Assy Rahbani est un auteur-compositeur libanais, né le 4 mai 1923 à Antelias et mort le 21 juin 1986 après avoir passé plusieurs semaines dans le coma. Il est enterré dans l'est de Beyrouth, et les factions en guerre dans la région ont appelé à un cessez-le-feu de telle sorte que son cortège funèbre pouvait passer à travers les points de contrôle sans encombre. Il est considéré, avec son frère Mansour Rahbani, le pionnier de la musique libanaise moderne du XXe siècle. Il épousa la chanteuse libanaise Fairuz en 1955 et ils formèrent le tandem frères Rahbani-Fairuz jusqu'en 1979, date de la séparation du couple. Père du célèbre pianiste, auteur compositeur  Ziad Rahbani, Assy Rahbani fut atteint d'une hémorragie cérébrale en septembre 1972 dont il ne s'est jamais complètement remis.

## Œuvre musicale
Il n'existe pratiquement aucune œuvre signée du seul Assy Rahbani. Avec son frère Mansour, ils se sont partagé le travail, s'occupant tout à tour à des compositions, des orchestrations ou bien des paroles, ils signaient "les frères Rahbani".
L’œuvre des frères Rahbani fut très prolifique. Ils commencèrent dans les années 1950 par des émissions  légères de variétés à la radio libanaise, où il rencontrèrent Fairuz, jeune choriste à l’époque, et finirent par monter des spectacles de grande envergure dans les années 1970, qui n'avaient rien à envier aux meilleures productions lyriques occidentales.

### Les débuts à la radio et au festival de Baalbeck
Après le mariage en 1955 de Fairuz et Assy, leur collaboration devint très étroite et presque exclusive. Ils montèrent leur premier spectacle-récital en 1957 à Damas puis à Baalbeck au Liban, dans le cadre du festival International de Baalbeck qui fêtait sa troisième année par l’introduction dans son programme des « nuits libanaises », seule programmation locale. Le premier 33 tours de Fairuz et des frères Rahbani datent très certainement de cette époque. Ils collaborèrent avec la maison de disques « Voix de l’Orient » pendant 24 ans à peu près.
À partir de 1960, date de leur première comédie musicale Mawsem al ‘ezz montée à Baalbeck et qui réunissait trois grandes stars libanaises, Sabah, Wadih Assafi et Nasry Chamseddine, la carrière des frères Rahbani connut un tournant très important ; ils écriront désormais une comédie musicale par an, ayant souvent pour vedette Fairuz.

### À la télévision libanaise
Très vite la télévision libanaise s'intéressa aux productions des frères Rahbani qui devinrent un phénomène populaire sans rien perdre de leur originalité ni de leur caractère avant-gardiste musical. Les frères Rahbani montèrent dans les studios de la télévision libanaise bon nombre d'émissions de variétés qui duraient généralement deux heures et étaient diffusées à diverses occasions nationales (fête de l'indépendance par exemple). Ces émissions avaient pour vedette Fairuz et la Troupe Populaire, troupe de chanteurs et danseurs montée par les frères Rahbani au début des années 1960, qui jouait dans les comédies musicales aux côtés de Fairuz et qui vit éclore bon nombre de talents, dont Hoda, la sœur de Fairuz, Elie Chouéri, William Haswani, Siham Chammas.

### Au cinéma
La première expérience cinématographique des frères Rahbani date de 1965. Ils firent appel au metteur en scène égyptien Youssef Chahine afin de tourner la comédie musicale qu'ils avaient présentée en 1964 au festival des cèdres : Bayya'a al Khawatim, Le vendeur de bagues.
Ils tournèrent en 1967, Safar Barlik (l'exil), œuvre historique qui reprend l'épisode d'occupation ottomane et de la résistance libanaise, le metteur en scène fut cette fois l'égyptien Henri Barakat.
Leur dernier film, Bint il Haris (La fille du garde, 1968) au ton plus guilleret, traite du problème de chômage et d'exode rural que connaissait le Liban à cette époque. Tout cela se déroule dans un village dont les habitants sont tous plus corrompus les uns que les autres et où l'adultère sert de trame et de dénouement. Là aussi les frères Rahbani firent appel à Henri Barakat.

## Le "style" Rahbani
Le style musical des frères Rahbani, reconnaissable entre mille, repose sur une ingénieuse utilisation des instruments orientaux dans des formations dominées par les instruments occidentaux (vent et cordes). Opposés à la musique égyptienne traditionnelle et languissante, ils furent à l'origine d'un mouvement dont le fils de Assy et de Fairuz, Ziad Rahbani porte aujourd'hui le flambeau.

### L'influence de la musique classique occidentale
Les frères Rahbani reçurent leurs premières leçons musicales auprès d’un prêtre, Boulos Al-achkar, lui-même formé par l’organiste français Bertrand Robillard. Ils complétèrent par la suite pendant des années leur formation auprès de ce dernier. Leur musique fut donc emprunte d’une grande influence classique occidentale, facilement décelable dans l’ensemble de leur œuvre (préludes, interludes, oratorios, chansons et musique de film). 

### Le buzuq, instrument clé de l'orchestre Rahbani
La formation orchestrale des frères Rahbani est proche d'un orchestre classique, auquel viennent s'ajouter quelques instruments orientaux, plus ou moins communs. Ainsi, aux côtés du piano, des cordes, des vents et des bois, nous trouvons le buzuq, instrument à cordes, proche de la cithare, et dont le son est, contrairement au oud guttural, cristallin et aigu. Le buzuq fut une pièce maîtresse de l'orchestre des frères Rahbani qui surent d'une manière très savante l'introduire dans pratiquement toutes sortes de compositions. Ils n'utilisèrent le oud que pour leur Andalousiyyat, composées dans la tradition arabe andalouse, qui faisait la part belle au oud, instrument des grands palais maures.

## Discographie sélective
- Rajioun, compilation (1950-1960), Voix de l’orient (VDLCD) 546.
- Jisr el kamar, comédie musicale (1962), enregistrée au festival international de Baalbeck, VDLCD 645-646.
- Hala wil malik, comédie musicale (1967), enregistrée au théâtre Piccadilly, Beyrouth, VDLCD 536-537
- Sahh ennom, comédie musicale (1970), enregistrée à la foire internationale de Damas, VDLCD 636-637
- Safar barlik / Bint el hariss, bandes originales (1967-1968), VDLCD 535
- Mechwar, compilation (années 1960), VDLCD 627